# ブルキナファソの国章
ブルキナファソの国章（ブルキナファソのこくしょう）には、国旗模様の盾と2本の槍、2頭の白馬が描かれている。現在の国章は1997年に変更されたものである。盾の上部には国名であるBURKINA FASO（ブルキナファソ）、下部には国のスローガンであるUnité, Progrès, Justice（フランス語でそれぞれ統一、進歩、正義を意味する）が記されている。しかし2024年11月の憲法改正により国の標語がLa Patrie ou la Mort, nous vaincrons（祖国か死か、我々は勝利する）に差し戻されたことにより、下のリボンの標語が変更された。オートボルタ時代はUnité, Travail, Justice（統一、労働、正義）と記されていた。現在の国章は、オートボルタ時代の国章の盾の模様（オートボルタ国旗に黄文字でRHV: République de Haute-Voltaの略）をブルキナファソ国旗に置き換えたものである。

## 過去の国章
1984年のサンカラ革命以降に制定された国章には社会主義を示す赤い星とつるはし、AK-47が描かれている。下部にはLa Patrie ou la Mort, nous vaincrons（祖国か死か、我々は勝利する）と記されている。

オートボルタ共和国時代の国章（1958年から1984年まで）
1984年から1997年までの国章